# Profondeur d'impact
Le physicien Isaac Newton a d'abord développé l'idée de profondeur d'impact pour obtenir des approximations pour la profondeur des cratères d'impact de projectiles se déplaçant à des vitesses élevées.

## Approximation de Newton

L'approximation de Newton utilise un raisonnement basé uniquement sur la quantité de mouvement. L'énergie cinétique n'est pas prise en compte et rien ne dit ni comment ni où elle se dissipe. 
Il y a deux idées de base. Premièrement, l'impacteur s'arrête quand sa quantité de mouvement a été entièrement transférée à une autre masse, ce qui se produit (approximativement) lorsque la masse de matériau de la cible traversé par l'impacteur atteint la masse de l'impacteur, comme dans le cadre d'un choc élastique de deux masses égales. Deuxièmement, la cohésion du matériau de la cible peut être négligée. Ce sera le cas si le matériau cible est pulvérulent (comme la surface de la lune), fluide (comme l'atmosphère terrestre), ou très fragile, mais aussi si la vitesse de l'impacteur est beaucoup plus élevée que la vitesse du son dans le matériau cible : dans ce cas la plupart des matériaux tendent à se comporter comme des fluides. 
Dans ces conditions, le transfert de quantité de mouvement à la cible n'a lieu qu'au niveau de la section frontale de l'impacteur, et donc le volume de matériau de la cible déplacé est simplement le produit de la section de l'impacteur par sa distance de pénétration dans la cible, tandis que la masse déplacée est obtenue en multipliant ce volume par la masse volumique de la cible.
On obtient donc l'arrêt lorsque l'égalité est réalisée entre d'une part le produit de la masse volumique, de la section frontale, et de la longueur du projectile, et d'autre part le produit de la masse volumique de la cible, de la section frontale du projectile et de sa distance de pénétration dans la cible. La section frontale s'élimine du calcul, et on obtient la distance de pénétration du projectile comme sa propre longueur multipliée par sa densité relative par rapport à celle de la cible. 
On remarque que selon cette approximation, la distance de pénétration ne dépend pas de plusieurs éléments dont intuitivement on pourrait croire qu'ils importent : ni la vitesse du projectile, ni la forme de la pointe du projectile (pointue ou émoussée), ni la cohésion et la solidité du projectile n'ont d'importance (de fait, une charge creuse produit un projectile fluide de métal en fusion qui fonctionne parfaitement).
L'approximation perd de sa pertinence quand la vitesse du projectile est trop faible pour que la cible se comporte comme un fluide : dans un tel cas la pénétration réelle sera bien moindre que ce que prévoit l'approximation. Elle reste valable dans le cas d'un projectile allongé qui ne conserve pas parfaitement sa trajectoire et frappe sous un angle, mais la longueur à prendre en compte sera réduite (dans le pire des cas, jusqu'à la plus petite largeur du projectile) et donc la pénétration le sera également.

## Applications
Même si l'approximation de Newton n'est pas parfaitement réalisée, elle indique que la distance de pénétration d'un projectile s'accroit avec sa longueur et avec densité du matériau dont il est constitué. Par suite : 
- les projectiles faits de matière ayant une forte densité, comme l'uranium (19,1 g/cm3) ou le plomb (11,3 g/cm3), ont une meilleure pénétration. Selon l'approximation de Newton, un projectile constitué d'uranium perforera à peu près 2,5 fois sa propre longueur de blindage d'acier.
- même à très grande vitesse, les projectiles classique (très court) d'une arme à feu pénètre sur une courte distance dans l'eau. Une arbalète de chasse sous-marine doit tirer de long projectiles.
- L'efficacité d'un obus flèche s'accroit avec sa longueur.
- De même la puissance d'une charge creuse s'explique par sa capacité à générer un long jet de métal.
- Inversement un blindage réactif cherche à fragmenter et raccourcir le projectile, nuisant à sa capacité de pénétration.
- Un impacteur massif et long peut être utilisé, à la place d'une ogive explosive, pour pénétrer les bunkers. Selon l'approximation de Newton, un projectile d'uranium de 1 m de longueur, frappant à grande vitesse transpercerait 6 m de roche (densité de 3 g/cm3), avant de s'immobiliser. Un tel impacteur, à une vitesse de 5 à 15 km/s, possède plus d'énergie cinétique que la même masse d'explosif[réf. souhaitée].
- Une autre application est l'estimation de la taille minimale pour qu'une météorite traverse l'atmosphère et touche le sol à pleine vitesse. En se basant sur la pression atmosphérique, l'atmosphère est équivalente à une épaisseur de 10 m d'eau. La glace ayant environ la même densité que l'eau, un cube de glace de l'espace se déplaçant à 15 km/s doit avoir une arête d'au moins environ 10 m pour atteindre la surface de la terre à grande vitesse. Un cube de glace plus petit perdra toute sa vitesse initiale et chutera ensuite sous l'effet de la gravité. Un cube de glace d'une arête de 50 m ou plus, toutefois, peut également être arrêté avant de toucher le sol, pour autant qu'il entre dans celle-ci à un angle très faible (il doit donc traverser une très grande épaisseur d'atmosphère). La distance de pénétration ne dépend que de la taille, pas de la vitesse, par contre cette dernière à une grosse importance pour l'énergie cinétique et donc les effets que peut avoir l'objet. C'est une des explications de l'événement de la Toungouska. Une météorite de fer d'un diamètre de 1,3 m traverserait l'atmosphère, une météorite plus petite serait arrêtée dans l'air, et finirait sa chute grâce à l'attraction gravitationnelle. La pierre noire, par exemple, avec un diamètre de 0,5 m entrerait dans cette catégorie.